# 部田春日神社
部田春日神社（へたかすがじんじゃ）は愛知県愛知郡東郷町大字春木字西前6067に鎮座する神社である。旧社格は村社。宮司は名古屋市瑞穂区の津賀田神社の宮司が兼任しており、普段は氏子が神社を管理している。なお、氏子地区は部田地区、部田山地区（藤坂、三ツ池、清水等）である。

## 歴史
社伝によると、この神社の創建は延暦年間（782年 - 806年）に遡るとされる。宝永年間（1704年 - 1711年）に春日大明神、八剣大明神を合祀して社名を「春日神社」としたと伝えられる。

## 祭神
- 武御雷命（たけみかづちのみこと）
- 斎主命（さいしゅのみこと）
- 天之児屋根命（あめのこやねのみこと）
- 姫大神（ひめおおかみ）
- 忍穂耳尊（ににぎみのみこと）
- 天照大神（あまてらすおおみかみ）
- 須佐之男命（すさのをのみこと）

## 祭事
- 1月1日 - 初詣（歳旦祭）。厄年により焚き火が行われ、参拝者には甘酒、お神酒、お菓子等が振る舞われ、三が日は社務所にてお札、お守りおよびお神籤を頒布する。
  - なお、前日12月31日夜から無形文化財に指定されている祭囃子が行われる。
- 1月2日 - 厄年の厄祓い祈禱。
- 2月6日 - 祈念祭。
- 3月5日 - 月次祭、部田神社招魂祭。部田神社は地元の戦歿者を祀る社殿であり、遺族や町長等を招いて行われる祭礼。
- 4月4日 - 奉告祭、社宮司社。
- 5月2日 - 月次祭、池鯉鮒社。
- 6月6日 - 大祓、山神社（御嶽社）。
- 7月4日 - 月次祭、天王社・津島神社。
- 8月1日 - 月次祭、多賀社。
- 9月5日 - 月次祭、金比羅社。
- 10月3日 - 大祭。氏子地区を獅子舞が回り、厄年らにより餅投げが行われる。
- 11月7日 - 新嘗祭。
- 12月5日 - 大祓、秋葉社。

（上記日程は平成11年度のものである。歳旦祭以外は通常日曜日に行われる。）

### 昭和30年頃の祭日
昭和30年頃に編纂された『東郷村誌』によれば、祭日は下記のとおりであったが、現在は日曜日に行われるようになった。
- 3月10日 - 金比羅社
- 3月11日 - 部田神社（昭和23年3月11日に部田神社が造営されたことに因む）
- 3月16日 - 御嶽神社
- 4月3日 - 池鯉鮒社
- 7月23日 - 津島神社
- 8月17日 - 秋葉社
- 8月25日 - 社宮司社
- 10月19日 - 大祭
- 11月7日 - 山神社

## 御岳講
この神社では御嶽講も行われており、神域の北端には御嶽神社、駒ヶ岳神社が勧請されている。また御岳神社の前には御岳講のための拝殿も設けられている。

## 境内社
秋葉社、池鯉鮒社、多賀社、金比羅社および社宮司社を合わせて祀る社殿、山神社および御嶽社を合わせて祀る社殿、部田神社、駒ヶ岳講社ならびに津島神社の5社殿がある。

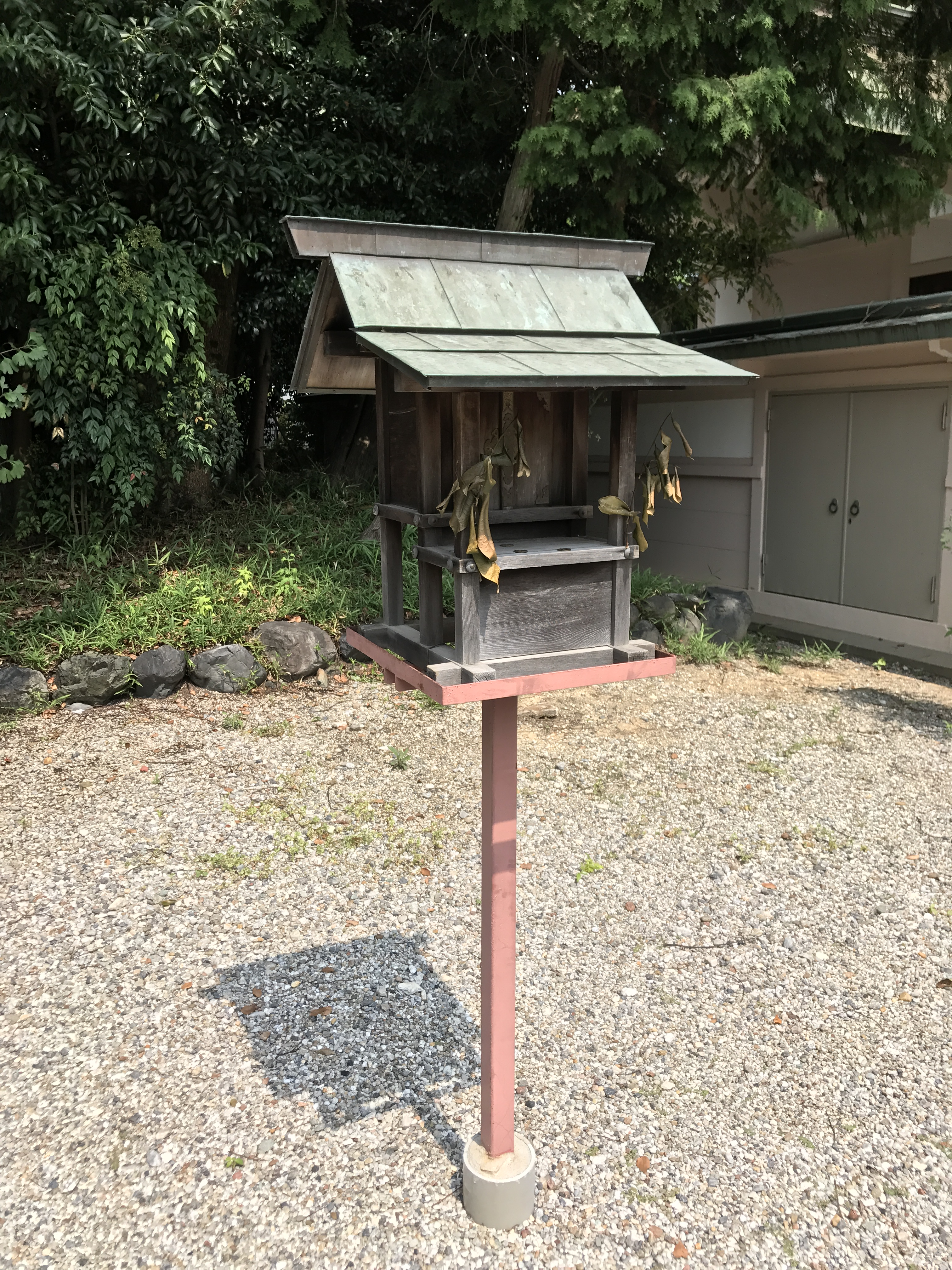
津島神社